# Miura
Miura (jap. 三浦市 Miura-shi) – miasto w Japonii, w prefekturze Kanagawa, na wyspie Honsiu.

## Położenie
Miasto leży na półwyspie Miura nad brzegami zatoki Sagami i Zatoki Tokijskiej. Graniczy z Yokosuką.

## Historia
1 kwietnia 1889, wraz z wprowadzeniem nowego podziału administracyjnego powstały miasteczko Misaki (jap. 三崎町 Misaki-machi) i wioski Minamishitaura (jap. 南下浦村 Minamishitaura-mura) i Hasse (jap. 初声村 Hasse-mura) w powiecie Miura. 1 kwietnia 1940 Minamishitaura uzyskała status miasteczka. 1 stycznia 1955 miasteczka Misaki i Minamishitaura oraz wioska Hasse w wyniku połączenia utworzyły miasto Miura.

## Populacja
Zmiany w populacji Miury w latach 1970–2015:
| Rok  | Populacja |
| ---- | --------- |
| 1970 | 45 532    |
| 1975 | 47 888    |
| 1980 | 48 687    |
| 1985 | 50 471    |
| 1990 | 52 440    |
| 1995 | 54 152    |
| 2000 | 52 253    |
| 2005 | 49 861    |
| 2010 | 48 352    |
| 2015 | 45 289    |

## Miasta partnerskie
- Australia: Warrnambool